# Rio Frasin (Târşolţ)
O Rio Frasin é um rio da Romênia, afluente do Târşolţ, localizado no distrito de Satu Mare.